# باول رامزي (رجل أعمال)
باول رامزي (بالإنجليزية: Paul Ramsay)‏ هو شخصية أعمال أسترالي، ولد في 1936 في سيدني في أستراليا، وتوفي في 1 مايو 2014 في Bowral ‏ في أستراليا بسبب نوبة قلبية.